# Тошихико Окимуне
Тошихико Окимуне (јап. 沖宗 敏彦; 7. септембар 1959) јапански је фудбалер.

## Каријера
Током каријере је играо за Фуџицу.

## Репрезентација
За репрезентацију Јапана дебитовао је 1981. године. За тај тим је одиграо 2 утакмице.

## Статистика
| Јапан  | Јапан   | Јапан  |
| Година | Наступи | Голови |
| ------ | ------- | ------ |
| 1981.  | 2       | 0      |
| Укупно | 2       | 0      |